# Octobre 1976

## Évènements
- Royaume-Uni : grave crise monétaire ; le pays est placé sous la tutelle du FMI, qui lui octroie un prêt de 3,5 milliards de £ en échange d’une stricte politique d’austérité budgétaire et salariale. Le gouvernement travailliste de Callaghan cherche à limiter les besoins de financement du secteur public.

- 3 octobre : 
  - élection en Allemagne du 8e Bundestag.
  - Formule 1 : Grand Prix automobile du Canada.

- 5 octobre : Raymond Barre, premier ministre français annonce un plan d'austérité[1].

- 6 octobre : 
  - Le vol 455 Cubana fait l'objet d'un attentat terroriste, fomenté par l'agent de la CIA Luis Posada Carriles. 73 morts sont à déplorer ; il n'y a pas de survivants.
  - Massacre de l'université Thammasat en Thaïlande. Coup d'État militaire contre le Premier ministre Seni Pramoj. Alors que les troubles gagnent en ampleur, un groupe militaire, mené par l’amiral Sangad Chaloryu, prend le contrôle du pays et met en place un gouvernement conservateur dirigé par Tanin Kraivixien.

- 8 octobre : Thorbjörn Fälldin, Premier ministre en Suède (fin en 1982). Après 44 ans au pouvoir, le parti social-démocrate perd les élections de septembre au profit d’une coalition formée par le centre, les conservateurs et les partis libéraux.

- 9 octobre (Chine) : arrestation de la bande des quatre.
  - En octobre, Hua Guofeng, héritier désigné de Mao, cumule les titres de Premier ministre, de Président de la Commission militaire et du Comité central du parti Communiste. Il fait arrêter la « bande des quatre », Jiang Qing en tête. En s’appuyant sur l’armée, il rétablit l’ordre dans les provinces. Hua Guofeng se présente comme un maoïste de stricte obédience : il faut défendre tout ce qu’a décidé Mao, obéir à toutes ses directives. Dénué de prestige et d’imagination, il n’est pas en mesure d’imposer son autorité et doit s’effacer devant Deng Xiaoping (1977).

- 10 octobre :
  - Formule 1 : Grand Prix automobile de la côte est des États-Unis.
  - Rallye automobile : arrivée du Rallye Sanremo.

- 14 octobre : en France, marée noire à la suite du naufrage du pétrolier Bohlen au large d'Ouessant.

- 16 - 18 octobre : le sommet arabe de Riyad instaure un cessez-le-feu et crée une force arabe de dissuasion (FAD) dominée par les forces syriennes (40 000 hommes). Elle se déploie au Liban à partir du 14 novembre et instaure une paix relative.

- 24 octobre (Formule 1) : Grand Prix automobile du Japon.

- 26 octobre : 
  - indépendance du homeland du Transkei, non reconnue par la communauté internationale.
  - Dans un entretien accordé au Kayhan International, le Chah d'Iran, Mohammad Reza Pahlavi, s'en prend à l'État-Providence qu'il accuse d'avoir couvé les travailleurs. Il conclut l'entretien en demandant au peuple de travailler davantage, de faire plus de sacrifices, de se serrer la ceinture et de revoir à la baisse ses exigences socio-économiques.

- 30 octobre : le Chili de Pinochet, désireux de favoriser les investissements européens et américains, se retire de la Communauté andine des Nations[2].

## Naissances
- 2 octobre : Mandisa, chanteuse américaine († 18 avril 2024).
- 4 octobre : Alicia Silverstone, actrice américaine.
- 5 octobre : 
  - Ramzan Kadyrov, président de Tchétchénie depuis 2007 et ancien milicien.
  - Jerry Lorenzo, créateur américain de mode et de baskets.
  - Alessandra Sublet, animatrice de télévision française.
- 6 octobre : Mélody Vilbert, mannequin, animatrice, actrice et chroniqueuse française.
- 7 octobre :
  - Gilberto Silva, footballeur brésilien.
  - Santiago Solari, footballeur argentin.
- 11 octobre : Emily Deschanel, actrice américaine.
- 16 octobre : Rachid Badouri, humoriste québécois.
- 21 octobre : Raphaël Lenglet, acteur et réalisateur français.
- 28 octobre : Karl Tremblay, chanteur canadien († 15 novembre 2023).
- 29 octobre : Mark Sheehan, musicien irlandais († 14 avril 2023).
- 30 octobre :
  - Viacheslav Dinerchtein, altiste de concert.
  - Salim Nadher, footballeur algérien.
  - Abdelghani Benabdallah, brasseur amateur plein d'humour.

## Décès
- 14 octobre : Maurice Mareels, peintre belge (° 9 février 1893).
- 16 octobre : Rosane Kaingang, activiste indigène brésilienne (° ?).
- 24 octobre : Helen Gaige, zoologiste américaine (° 24 novembre 1890).
- 25 octobre : Raymond Queneau, écrivain et poète français.
- 31 octobre : Eileen Gray, conceptrice de mobilier irlandaise.